# Prime Video
Prime Video, nebo také Amazon Prime Video, je americká SVOD streamovací služba spravovaná společností Amazon. Služba nabízí k pronájmu nebo zakoupení televizní seriály a filmy, původní obsah Amazonu z produkce Amazon Studios anebo licencované akvizice zahrnuté v předplatném Prime. Ve Spojeném království, Spojených státech, Německu, Švédsku a Rakousku lze službu předplatit samostatně a není tak potřeba plného předplatného Prime. Ve Francii a Itálii nejsou na stránkách Amazonu povoleny „Rent or Buy“ a Prime Video. Z toho důvodu je obsah služby dostupný pouze prostřednictvím dedikovaných webových stránek. V některých zemích nabízí Prime Video i program Amazon Channels, pomocí kterého si mohou uživatelé předplatit jiné televizní stanice a služby. V USA například stanici HBO.
Služba byla spuštěna 7. září 2006 v USA pod názvem Amazon Unbox. V průběhu fungování se název služby několikrát změnil. V roce 2008 byla přejmenována na Amazon Video on Demand, poté na Amazon Instant Video a roku 2015 na Amazon Video. Od roku 2014 je Prime Video dostupné ve Spojeném království, Německu a Rakousku. V září 2015 se k nim přidalo Japonsko. Dne 14. prosince 2016 bylo Prime Video spuštěno celosvětově kromě kontinentální Číny, Kuby, Íránu, Severní Korey a Sýrie.

## Historie
Služba byla spuštěna 7. září 2006 ve Spojených státech pod názvem Amazon Unbox. Dne 4. září 2008 byla přejmenována na Amazon Video on Demand. Od srpna 2014 nelze na službě stahovat okamžitá videa. Dne 22. února 2011 došlo ke změně názvu služby na Amazon Instant Video. Zároveň přibylo do její nabídky pro předplatitele Amazon Prime přes 5 000 filmů a televizních seriálů. Dne 4. září 2012 byla Amazonem uzavřena smlouva s placenou televizí (pay-TV) Epix, aby se její filmový obsah objevil na streamovací službě a Amazon Instant Video tak mohlo konkurovat Netflixu. V listopadu 2013 byla uskutečněna premiéra dvou komediálních seriálů Alpha House a Betas, které jsou původně dostupné skrze online službu Prime Instant Video. Amazon zveřejnil první tři díly těchto seriálů zdarma a každá následující epizoda vycházela pro uživatele Prime v týdenním rozestupu.
V únoru 2014 bylo Amazonem oznámeno, že streamovací služba jeho britské dceřiné společnosti LoveFilm bude 26. února 2014 sloučena se službou Instant Video.  V lednu 2015 se stal Transparent prvním seriálem studia Amazon Studios, který získal Zlatý glóbus v kategorii „Nejlepší seriál (komedie / muzikál)“. Zároveň se jedná o první seriál z produkce streamovacích služeb, jenž toto ocenění získal.
V roce 2015 spustil Amazon partnerský streamovací program Amazon Channels. Prostřednictvím platformy Amazon Video tak mohou předplatitelé Amazon Prime sledovat televizní kanály a streamovací služby třetích stran. Služby nejsou součástí nabídky Amazon Video a musí být zakoupeny samostatně. Prvotní spuštění v USA zahrnovalo Curiosity Stream, Lifetime Movie Club, Shudder stanice AMC, Showtime, Starz a další.  Postupně byly přidávány další partnerské stanice, jako jsou HBO a Cinemax, Fandor, PBS Kids, Seeso, Toku a Boomerang.
Dne 30. července 2015 bylo oznámeno, že Jeremy Clarkson, Richard Hammond a James May natočí pro Amazon Prime Video nepojmenovaný motoristický pořad, později nazvaný The Grand Tour. Jeff Bezos ani Amazon neuvedli, kolik dostávají Clarkson, Hammond nebo May skrze jejich produkční společnost W. Chump and Sons zaplaceno. Jeff Bezos však řekl, že dohoda mezi nimi byla „velmi drahá, ale vyplatila se“. Přestože nebyl rozpočet oficiálně potvrzen, Andy Wilman, bývalý výkonný producent Top Gearu, uvedl, že se rozpočet každého dílu pohybuje okolo 4,5 milionu liber, devětkrát větší než měl Top Gear. Téhož měsíce Amazon oznámil plány rozšířit službu do Indie.
V září 2015 bylo v názvu služby vynecháno slovo „Instant“ a ten se tak změnil na Amazon Video. V listopadu 2016 deník Wall Street Journal napsal, že Amazon usiloval o koupi vysílacích práv amerických profesionálních sportovních lig s cílem rozšířit nabídku služby.
V listopadu 2016 Amazon uvedl, že plánuje vysílat pořad The Grand Tour celosvětově. To vedlo ke spekulacím, že Prime Video bude mezinárodní streamovací službou a bude tak konkurovat Netflixu. Dne 14. prosince 2016 bylo Prime Video rozšířeno do 200 dalších zemích.
V lednu 2017 byl ohlášen vznik anime služby Anime Strike, která se stala součástí programu Amazon Channels. V květnu téhož roku byly Amazon Channels rozšířeny do Německa a Spojeného království. Ve Spojeném království je v nabídce zahrnuta televizní stanice Discovery (včetně Eurosportu) a obsah ITV.
V dubnu 2017 byla Amazonem oznámena řada akvizic sportovního obsahu pro rozšíření nabídky služby. První byla odkoupena neexkluzivní práva na vysílání her Thursday Night Football během NFL sezóny 2017 pro předplatitele Amazon Prime v hodnotě 50 milionů, která nahradila předchozí smlouvu s Twitterem. V srpnu koupil Amazon britská vysílací práva turnaje ATP Tour a nahradil tak stanici Sky Sports. Smlouva platí od roku 2019 do roku 2023 a exkluzivně obsahuje 1000 mistrovských události, 12 500 turnajů a 250 sérií turnajů. Amazon bude také vysílat finále ATP, jež započne v roce 2018 profesionálními turnaji Queens Club a Eastbourne. V září bylo ATP ohlášeno, že s Amazonem uzavřelo dvouletou smlouvu na streamování Next Generation ATP Finals. V listopadu téhož roku Amazon uvedl, že zakoupil britská vysílací práva US Open platící po dobu pěti let od roku 2018 v hodnotě 30 milionů liber. Eurosport, vlastník celoevropských vysílacích práv, rozšířil s US Open svou dohodu a vynechal v ní Spojené království. Krok se může zdát poněkud ironický, protože Amazon uzavřel s Eurosportem smlouvu, v jejímž výsledku má povoleno streamovat jeho stanice na své službě. ATP doplnilo, že Amazon bude v USA vysílat od roku 2018 tenisový pořad Tennis TV.
Dne 5. ledna 2018 bylo Amazonem oznámeno, že nabídka služeb Anime Strike a Heera bude přesunuta na Prime Video. V červnu 2018 bylo ohlášeno, že Amazon získal tříletá práva na živé vysílání 20 zápasů Premier League počínaje sezónou 2019–20. Bude se jednat o první živé vysílání ligy, výhradně vysílané televizními stanicemi, na domácí streamovací službě.
Amazon Studios vlastní celosvětová televizní práva na romány Pán prstenů. Seriál by měl mít premiéru na Prime Video v roce 2021.

## Platformy
Prime Video je možné spustit na internetových stránkách, platformách Amazon Fire, mobilních zařízeních se systémy Android a iOS, digitálních mediálních přehrávačích (jako je Roku), videoherních konzolích PlayStation 4 a Xbox One a chytrých televizích. K dispozice je také aplikace na Nvidia Shield TV a Android TV, ta však byla zpočátku dostupná pouze na chytrých televizích Sony Bravia.
Amazon historicky odmítl podporovat aplikaci Prime Video na zařízeních Apple TV a Chromecast. V říjnu 2015 společnost Amazon zakázala prodej těchto zařízení na svém online e-shopu, protože nepodporovala ekosystém Prime Video. Amazon byl kritizován za to, že zakázal nepřímé konkurenty svých produktů Fire TV. V prosinci 2017 však Amazon zveřejnil službu Prime Video na aplikaci Apple TV. V dubnu 2019 bylo ohlášeno, že na Chromecastu bude možné spustit aplikaci Prime Video. Zároveň se aplikace Android TV rozšíří mezi další chytré televize. Součástí oznámení je také obnovení přístupu uživatelů Fire TV na server YouTube, o který byl mezi společnostmi Amazon a Google veden spor.
Obsah si je možné spustit i v rozlišení 4K Ultra HD a HDR. UHD/HDR se rozšířilo prostřednictvím nových filmů a televizních seriálů. Další tituly jsou dostupné v rozlišení 1080p (HD) se zvukovým formátem 5.1 Dolby Digital nebo Dolby Digital Plus. Některé lze spustit i s prostorovým zvukem Dolby Atmos. U titulů, které lze zakoupit a nejsou součástí předplatného Amazon Prime, je formát HD za příplatek.

## Dostupnost
Prime Video je dostupné celosvětově kromě kontinentální Číny, Kuby, Íránu, Severní Koreji a Sýrie. Na začátku provozu byla služba dostupná pouze ve Spojených státech, Spojeném království, Japonsku, Německu a Rakousku.